# Kentriodon
Kentriodon — вимерлий рід дельфіновидих ссавців родини Kentriodontidae. Скам'янілості були знайдені в Північній Америці, Європі та Японії. Наразі описано кілька видів.

## Опис

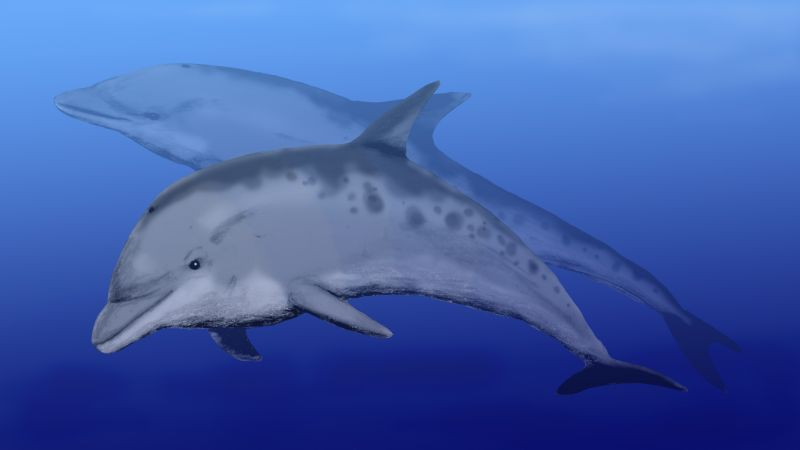
Реставрація двох K. pernix

Кентріодон був найрізноманітнішим з усіх кентріодонтид. Це були тварини малих і середніх розмірів із переважно симетричними черепами, і, ймовірно, включали предків деяких сучасних видів. Kentriodon також є найдавнішим описаним родом, який повідомляється з пізнього олігоцену до середнього міоцену. Кентріодонтини харчувалися дрібною рибою та іншими нектонічними організмами. Вважається, що вони були активними ехолокаторами і могли утворювати зграї. Різноманітність, морфологія та поширення скам'янілостей схожі на деякі сучасні види.

## Види
- Kentriodon pernix Kellogg, 1927 (type)[2]
- Kentriodon fuchsii (Brandt, 1873)[3]
- Kentriodon hobetsu Ichishima, 1995[4]
- Kentriodon obscurus (Kellogg, 1931)[5]
- Kentriodon schneideri Whitmore and Kaltenbach, 2008[6]
- Kentriodon diusinus Salinas-Márquez, Barnes, Flores-Trujillo, Aranda-Manteca, 2014[7]
- Kentriodon hoepfneri Kazár & Hampe, 2014[8]
- Kentriodon nakajimai Kimura & Hasegawa, 2019[9]
- Kentriodon sugawarai Guo & Kohno, 2021[1]